# 그린하이스 FC
그린하이스 FC(Greenhithe Football Club)는
Greenhithe Catimba라고도 불리는 뉴질랜드 오클랜드의 그린하이스 교외에 연고를 둔 아마추어 축구단이다. 현재 NRFL 디비전 2에 참가하며, 국내컵인 뉴질랜드 채텀 컵 또한 참가한다.
그린하이스는 오클랜드의 라틴 아메리카와의 돈득한 관계로 2018년에 아르헨티나 이외의 다른 어떤 클럽보다 아르헨티나 선수가 더 많았다

## 역사
원래 1983년에 주니어 클럽으로 설립된 이 클럽은 2016년에 그린하이스 주니어 FC에서 그린하이스 FC로 이름을 변경하여 클럽 확장을 준비하고 여자 축구를 포함한 시니어 팀을 만들었다.